# Адміністративний устрій Міжгірського району
Адміністративний устрій Міжгірського району — адміністративно-територіальний поділ Міжгірського району Закарпатської області на 1 селищну і 22 сільські ради, які об'єднують 44 населені пункти та підпорядковані Міжгірській районній раді. Адміністративний центр — смт Міжгір'я.

## Список радМіжгірського району
| №  | Назва                               | Центр                 | Населені пункти                                      | Площа км² | Місце за площею | Населення (2001), осіб. | Місце за населенням |
| -- | ----------------------------------- | --------------------- | ---------------------------------------------------- | --------- | --------------- | ----------------------- | ------------------- |
| 1  | Міжгірська селищна рада             | смт Міжгір'я          | смт Міжгір'я с. Запереділля с. Стригальня            |           |                 |                         |                     |
| 2  | Буковецька сільська рада            | с. Буковець           | с. Буковець с. Потік                                 |           |                 |                         |                     |
| 3  | Верхньобистрянська сільська рада    | с. Верхній Бистрий    | с. Верхній Бистрий                                   |           |                 |                         |                     |
| 4  | Вучківська сільська рада            | с. Вучкове            | с. Вучкове с. Підчумаль                              |           |                 |                         |                     |
| 5  | Голятинська сільська рада           | с. Голятин            | с. Голятин                                           |           |                 |                         |                     |
| 6  | Ізківська сільська рада             | с. Ізки               | с. Ізки                                              |           |                 |                         |                     |
| 7  | Келечинська сільська рада           | с. Келечин            | с. Келечин                                           |           |                 |                         |                     |
| 8  | Колочавська сільська рада           | с. Колочава           | с. Колочава с. Горб с. Мерешор                       |           |                 |                         |                     |
| 9  | Лісковецька сільська рада           | с. Лісковець          | с. Лісковець с. Рекіти                               |           |                 |                         |                     |
| 10 | Лозянська сільська рада             | с. Лозянський         | с. Лозянський с. Сопки                               |           |                 |                         |                     |
| 11 | Майданська сільська рада            | с. Майдан             | с. Майдан                                            |           |                 |                         |                     |
| 12 | Негровецька сільська рада           | с. Негровець          | с. Негровець с. Косів Верх                           |           |                 |                         |                     |
| 13 | Нижньостуденівська сільська рада    | с. Нижній Студений    | с. Нижній Студений с. Верхній Студений               |           |                 |                         |                     |
| 14 | Новоселицька сільська рада          | с. Новоселиця         | с. Новоселиця                                        |           |                 |                         |                     |
| 15 | Пилипецька сільська рада            | с. Пилипець           | с. Пилипець с. Подобовець с. Розтока                 |           |                 |                         |                     |
| 16 | Присліпська сільська рада           | с. Присліп            | с. Присліп с. Завийка с. Тітківці                    |           |                 |                         |                     |
| 17 | Репинська сільська рада             | с. Репинне            | с. Репинне с. Діл с. Сухий                           |           |                 |                         |                     |
| 18 | Річківська сільська рада            | с. Річка              | с. Річка                                             |           |                 |                         |                     |
| 19 | Синевирська сільська рада           | с. Синевир            | с. Синевир с. Заверхня Кичера                        |           |                 |                         |                     |
| 20 | Синевирсько-Полянська сільська рада | с. Синевирська Поляна | с. Синевирська Поляна с. Береги с. Загорб с. Свобода |           |                 |                         |                     |
| 21 | Соймівська сільська рада            | с. Сойми              | с. Сойми                                             |           |                 |                         |                     |
| 22 | Торунська сільська рада             | с. Торунь             | с. Торунь с. Лопушне                                 |           |                 |                         |                     |
| 23 | Тюшківська сільська рада            | с. Тюшка              | с. Тюшка                                             |           |                 |                         |                     |

* Примітки: смт — селище міського типу, с. — село